# Satélite geoestacionario

El punto verde y el marrón están siempre en línea en una órbita geoestacionaria.

Los satélites geoestacionarios son satélites artificiales que se encuentran en órbita sobre el ecuador terrestre, con la misma velocidad angular que la Tierra, es decir, permanecen inmóviles sobre un determinado punto sobre nuestro globo. Un solo satélite geoestacionario puede proporcionar comunicaciones confiables aproximadamente a un 40 % de la superficie terrestre. La velocidad orbital de los satélites geoestacionarios que circundan la Tierra es de aproximadamente 10 900 km/h.

## Órbitas geoestacionarias
Los satélites permanecen en órbita como resultado del equilibrio entre las fuerzas centrífuga y gravitacional. Si un satélite viaja a demasiada velocidad, su fuerza centrífuga supera a la gravedad de la Tierra, y el satélite se sale de órbita y se pierde en el espacio. Cuanto más cerca esté de la Tierra, mayores son la fuerza gravitacional y la velocidad necesaria para evitar que se caiga a la Tierra. Los satélites geosíncronos giran en círculo directamente sobre el ecuador a 35 786 km sobre la superficie de la Tierra a una velocidad de 11 070 km/h.

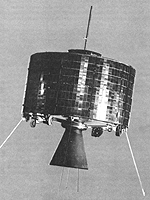
Satélite geoestacionario Syncom 3.

Las órbitas geosíncronas son circulares, centradas en la Tierra, por lo que su velocidad orbital es constante. La órbita geoestacionaria es un caso particular de la órbita geosíncrona, que está situada en el plano ecuatorial. Sólo existe una órbita geoestacionaria terrestre; sin embargo está ocupada por una gran cantidad de satélites ya que es el anillo de más interés, al no requerir las estaciones terrestres un cambio continuo en el ángulo con que se apunta al satélite. Para un observador estático en la superficie de la Tierra, un satélite geoestacionario se percibiría como situado en un punto inmóvil en el cielo. Debido a ello no se necesita un equipo especial de rastreo, y las antenas terrestres se apuntan directamente al satélite en forma permanente.
En el caso ideal, los satélites geoestacionarios deberían permanecer fijos en un lugar sobre el ecuador, sin embargo factores como fuerzas gravitacionales de la Luna, el Sol, los vientos solares y la forma no perfectamente esférica de la Tierra, ejercen una fuerza que hace que el satélite se aparte gradualmente de sus lugares asignados.
El Primer satélite geoestacionario fue el Syncom 3 lanzado desde la Estación de la Fuerza Aérea de Cabo Cañaveral Complejo de lanzamiento espacial 17 el 19 de agosto de 1964, fue un satélite experimental de comunicaciones ubicado sobre el ecuador a 180° de longitud en el Océano Pacífico. Este satélite cubrió televisión en vivo los Juegos Olímpicos de Tokio 1964, Japón, y se usó para varias pruebas de comunicaciones.

## Parámetros
- Excentricidad (e): e = 0

- Inclinación (i): i = 0

- Semieje mayor (α): debe ser la distancia del centro de la Tierra a un satélite en órbita. Al aplicar la tercera ley de Kepler obtenemos que:

{\displaystyle \alpha =AP{\frac {2}{3}}}
Donde A es igual a 42 241.0979 y P es igual a 0.9972, por lo que:
{\displaystyle \alpha =(42\ 241.0979)(0.9972){\frac {2}{3}}=42\ 163\ km}
Por consiguiente los satélites geosíncronos giran en círculo directamente sobre el ecuador a 42 163 km del centro de la Tierra.
- Altura sobre el nivel medio del mar (h): como el radio ecuatorial aproximado de la Tierra es de 6 378 km, se tiene que:

{\displaystyle h=42\ 163-6378=35\ 785\ km\,} sobre la superficie terrestre
- Velocidad orbital de un satélite geosíncrono (V): la velocidad tangencial o rectilínea V de un satélite viene dada por:

{\displaystyle V={\frac {C}{24h}}}
donde C es la circunferencia de la órbita, que para el caso de una órbita geosíncrona es:
{\displaystyle C=2\pi r=2\pi (42\ 163\ km)=264\ 918\ km\,}
Por lo que la velocidad del satélite es:
{\displaystyle V={\frac {264\ 918\ km}{24h}}=11\ 038\ km/h}
- Retardo por viaje redondo para los satélites geosíncronos

El retardo de propagación por recorrido de ida y vuelta entre un satélite y una estación terrestre directamente debajo de él es:
{\displaystyle T={\frac {d}{c}}={\frac {2(35\ 785\ km)}{3x10^{5}\ km/s}}=0.238\ s}
Si se incluyen los retardos en los equipos de estación terrestre y del satélite, se necesita más de un cuarto de segundo para que una onda electromagnética vaya de una estación terrestre a un satélite y regrese cuando la estación está directamente debajo del satélite. Cuando las estaciones terrestres están en lugares más alejados, el retardo de propagación es todavía mayor.

## Ventajas
- Los satélites geoestacionarios permanecen casi estacionarios con respecto a una determinada estación terrestre. En consecuencia, las estaciones terrestres no necesitan costosos equipos de rastreo.

- Estos satélites están disponibles para todas las estaciones terrestres dentro de su sombra el 100 % del tiempo. La sombra de un satélite abarca todas las estaciones terrestres que tiene una trayectoria visual hacia ellos, y que quedan dentro de la distribución de radiación de las antenas del satélite.

- No hay necesidad de cambiar de uno a otro satélite geosíncrono; en consecuencia, no hay interrupciones causadas por los tiempos de comunicación.

- Son despreciables los efectos del desplazamiento Doppler (cambia las longitudes de ondas de las señales recibidas).

## Desventajas
- Requieren a bordo complicados y pesados dispositivos de propulsión, para mantenerlos en órbita fija.

- Los satélites geosíncronos están a gran altura e introducen retardos de propagación mucho mayores. El retardo de propagación de ida y vuelta entre dos estaciones terrestres, pasando por un satélite geosíncrono es de 500 a 600 ms.

- Requieren de mayores potencias de transmisión y receptores más sensibles, por las mayores distancias y mayores pérdidas en la trayectoria.

- Se requiere artificios espaciales de gran precisión para poner en órbita un satélite geosíncrono, y para mantenerlo en ella. También se requiere de propulsión a bordo del satélite, para mantenerlo en su órbita respectiva.